# Progne cryptoleuca
La golondrina cubana (Progne cryptoleuca) es una especie de ave paseriforme de la familia de los hirundínidos (Hirundinidae). Es nativo de Aruba, Antillas Neerlandesas, Cuba y Estados Unidos. Su hábitat consiste de bosque de manglar tropical y subtropical, matorrales, pastizales y áreas urbanas. No tiene subespecies reconocidas.